# مدرسه علمیه آیت‌الله حق‌شناس
مدرسه فیلسوف الدوله، که امروزه به نام مدرسه علمیه آیت الله حق‌شناس معروف است، یکی از مدارس علمیه تهران می‌باشد که در دوره قاجار همزمان با تجدید بنای امامزاده سید اسماعیل توسط میرزا کاظم فیلسوف الدوله (پزشک عصر ناصری)، ساخته و وقف شده‌است.
 این مدرسه در تاریخ ۱۱ مرداد ۱۳۷۶ با شمارهٔ ثبت ۱۹۱۰ به‌عنوان یکی از آثار ملی ایران به ثبت رسیده‌است.

## تولیت
تولیت این مدرسه میرهاشم حسینی است و ۱۳۰ طلبه در آن مشغول تحصیل اند.

## نگارخانه

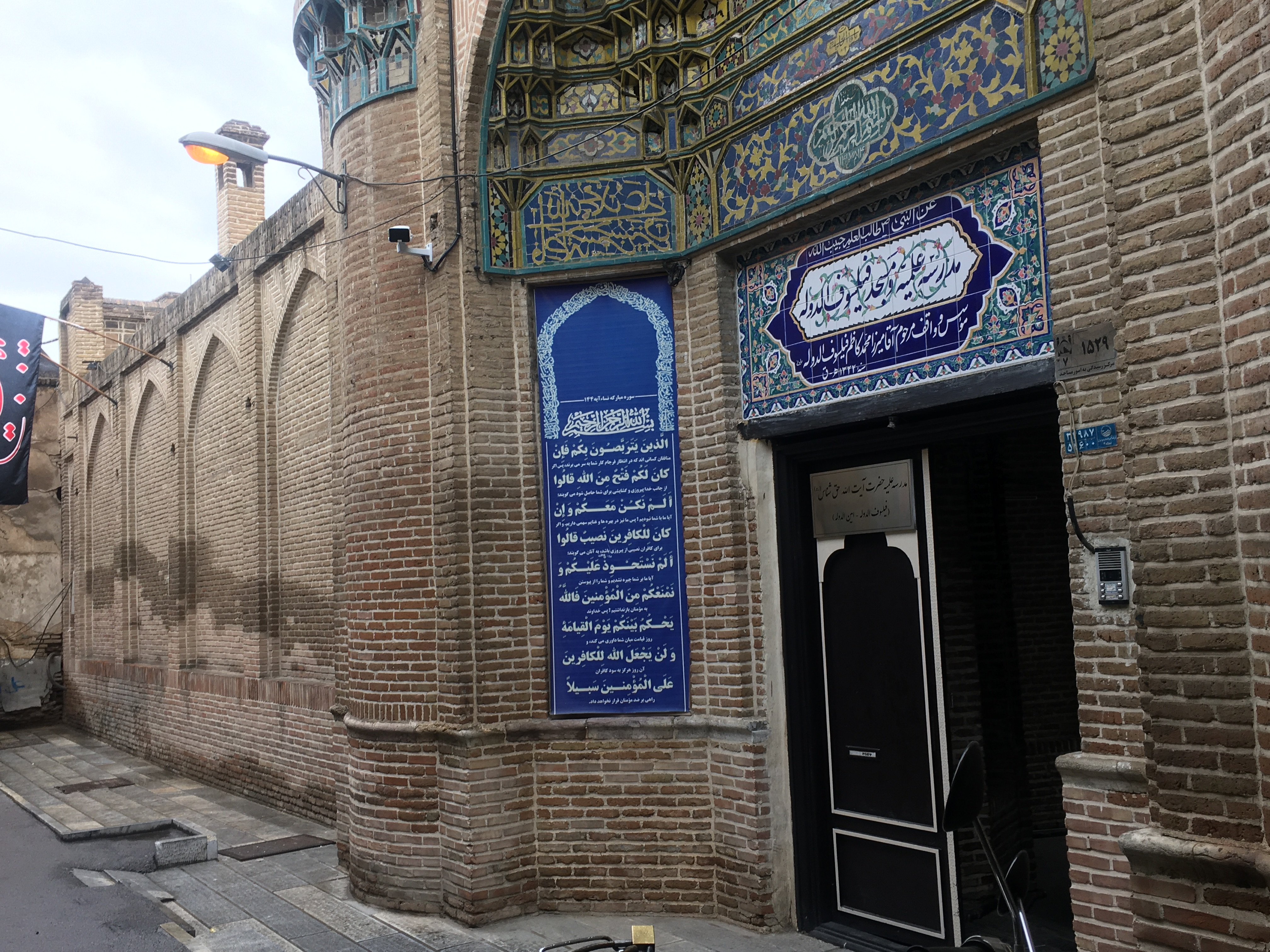
سردر مدرسه فیلسوف الدوله
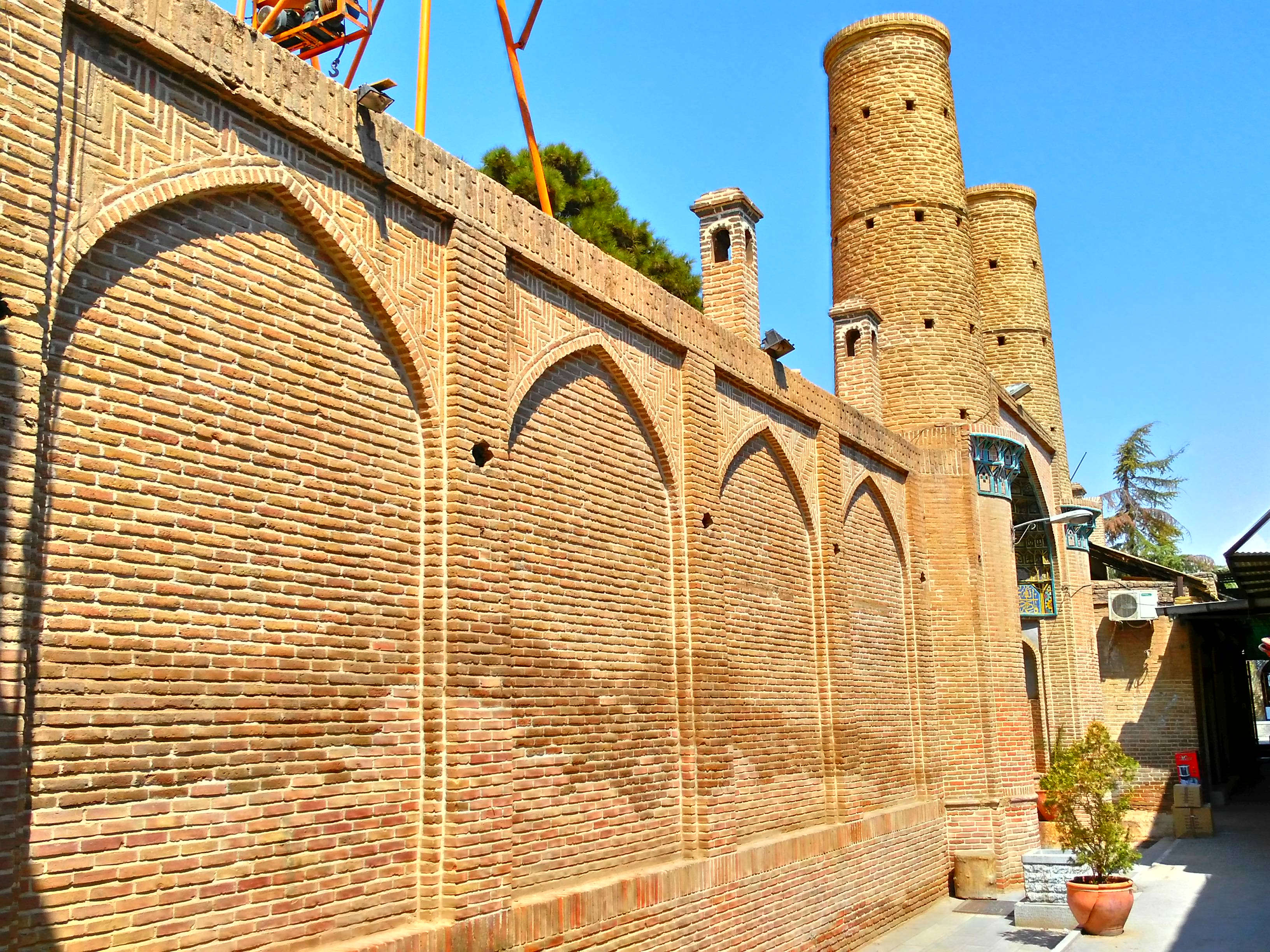
نمای بیرونی مدرسه
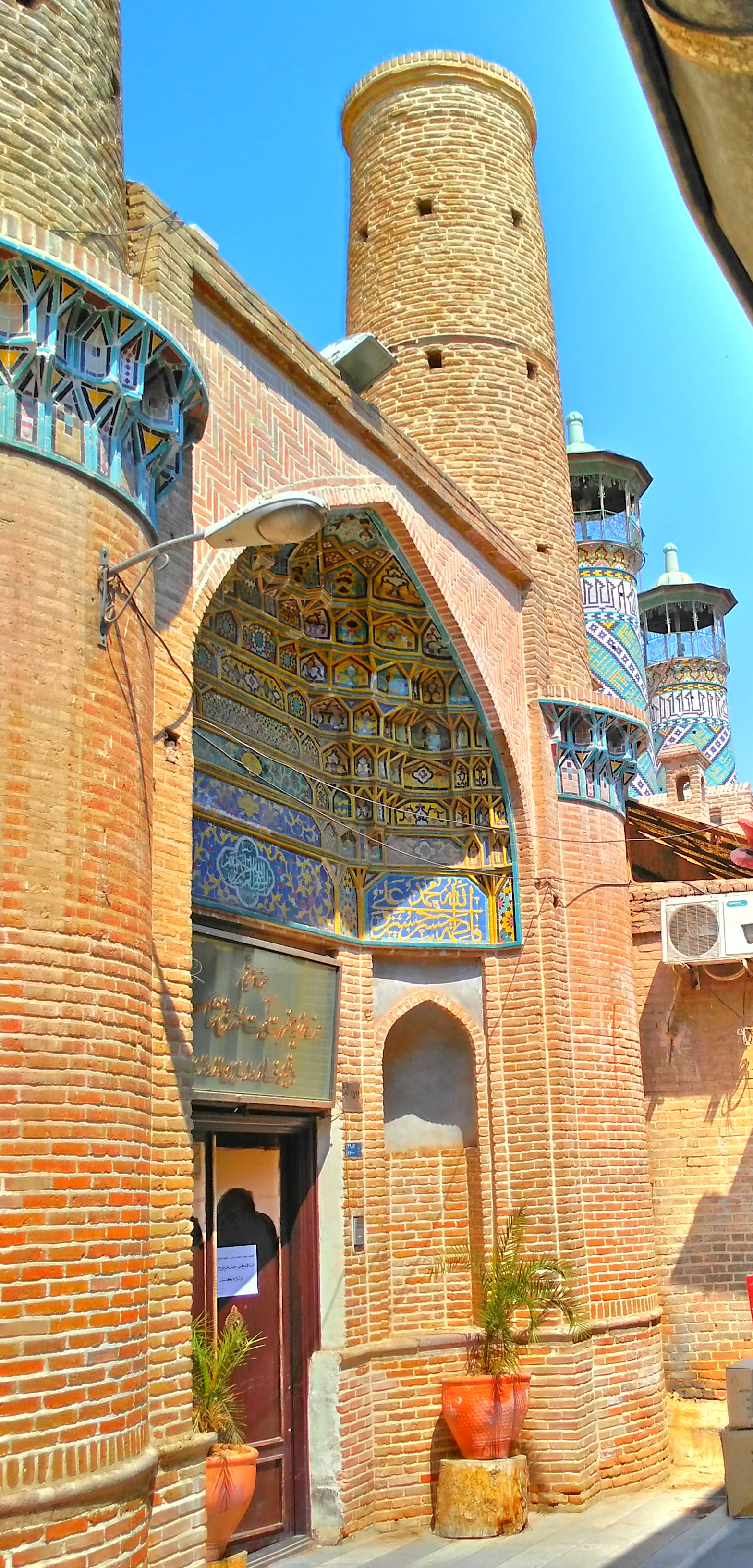
نمای ورودی مدرسه
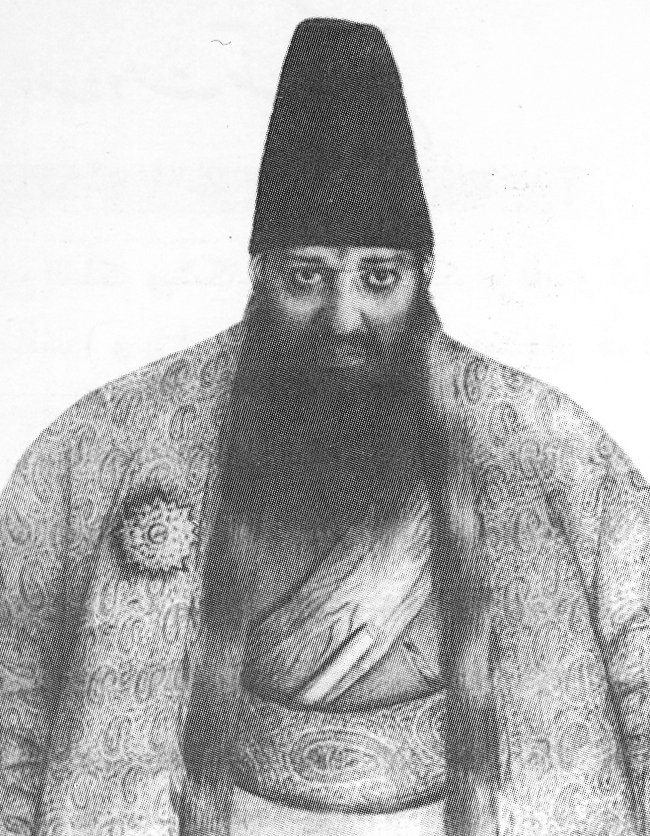
میرزا محمد کاظم خان رشتی بانی مدرسه